# Micronecta quadristrigata
Micronecta quadristrigata  (лат.) — вид мелких водяных клопов рода Micronecta из семейства Гребляки (Corixidae, Micronectinae, или Micronectidae). Южная и Юго-Восточная Азия (Вьетнам, Гонконг, Индия, Индонезия, Иран, Китай, Новая Гвинея, ОАЭ, Таиланд, Тайвань, Филиппины, Шри-Ланка), Австралия.

## Описание
Мелкие водяные клопы, длина от 2,2 до 3,2 мм (что для этого рода считается крупным размером). Желтовато-коричневые. Глаза серые. Пронотум с тёмными отметинами. Усики 3-члениковые. Тело удлинённое, немного уплощённое, голова широкая. Фасеточные глаза большие, простые глазки отсутствуют. Щиток свободный. У самцов правосторонняя асимметрия брюшка; на VI тергите развит маленький стригилл; коготок передних лапок лопастевидный. Живут в озерах, прудах и реках.

## Систематика
Вид был впервые описан в 1905 году и включён в подрод Sigmonecta. Один из 8 обитающих на Борнео видов рода Micronecta. Подрод Sigmonecta был установлен Wróblewski (1962) для типового вида Micronecta quadristrigata Breddin, 1905. Впоследствии в этот подрод были включены ещё два вида: Micronecta altera Wróblewski, 1972 и M. kymatista Nieser & Chen, 1999.